# 목감도서관
목감도서관은 경기도 시흥시에 있는 공립 도서관이다.

## 연혁
- 2019년 2월 22일 개관.